# Der weiße Teufel
Der weiße Teufel ist ein 1929 entstandener, später, deutscher Stummfilm von Alexander Wolkoff mit Iwan Mosjukin in der Hauptrolle.

## Handlung
Ende 1851, zur Zarenzeit im südrussischen Grenzgebiet. Die Bergvölker des Kaukasus verteidigen verbissen ihre Unabhängigkeit gegen die Truppen von Zar Nikolai I. In Hadschi Murat, den alle den „weißen Teufel“ nennen, ruhen die Hoffnungen der Dörfler, die gerade ein Fest veranstalten. Die attraktive Tänzerin Saira hat ein Auge auf den schmucken Kaukasier geworfen, ganz zum Missfallen ihres Onkels Schamil, eines der Anführer der Einheimischen. Er attackiert Hadschi Murat verbal, doch ehe es zwischen den beiden Männern zu Handgreiflichkeiten kommen kann, wird das Dorf von russischen Soldaten überfallen. Viele Männer und Frauen werden von den Eindringlingen entführt, darunter auch Saira. Schamil ruft daraufhin die Seinen auf, den Russen Paroli zu bieten und sie zu bekämpfen, wo immer man sie antrifft. Fürst Woronzeff, Oberbefehlshaber der russischen Armee, schickt daraufhin seine Soldaten zum Kampfeinsatz gegen Schamil und dessen Leute. Hadschi Murat und sein Reitervolk überraschen den Gegner mit der Sprengung eines Felsens und nehmen zahlreiche Russen als Gefangene. Als Murat mit seinen Männern ins Dorf zurückkehrt, beschimpft ihn Schamil als Verräter, da er seine russischen Gefangenen nicht sofort getötet hat. Es kommt zum Eklat, und der isolierte Hadschi Murat muss fliehen, begleitet nur von einer Handvoll seiner engsten Vertrauten.
Als Murat erfahren muss, dass Schamil seinen halbwüchsigen Sohn Jussuff unter Arrest gestellt hat, ist der weiße Teufel zutiefst erbost und überlegt, wie er sich an Schamil rächen könne. Er erwägt sogar, sich auf die Seite der Russen zu schlagen und erbittet eine Audienz bei Zar Nikolai. Dieser ist bereit, ihm Gnade zu gewähren und für seine „Vergehen“ in der Vergangenheit nicht weiter zu belangen, sollte er sich an den Militäreinsätzen gegen die aufständischen, kaukasischen Bergvölker beteiligen. Hadschi Murat lernt nun das prunkvolle Leben am Petersburger Hof kennen und wird beim Kommandanten der zaristischen Schlossanlage einquartiert. Der Mann hat einen kleinen Sohn, der den weißen Teufel an sein eigenes, in Schamils Händen befindliches Kind Jussuf erinnert. Rasch lebt sich der Kaukasier am Hof ein. Bei einem Tanzball der kaiserlichen Ballettschule macht Hadschi Murat in seiner weißen Stammestracht Eindruck bei der höchsten Gesellschaft Sankt Petersburgs. Doch er ist nicht der einzige Vertreter seines Dorfes vor Ort. Murat glaubt seinen Augen nicht zu trauen, als er eine Tänzerin entdeckt, die Zar Nikolaus vortanzt: es ist Saira!
Sie ist alles andere als freiwillig am Zarenhof, wie Murat nur allzu gut weiß. Nikolai stellt ihr mit seinem amourösen Verlangen penetrant nach. Nelidowa, die heimlichen Geliebte des Monarchen, beobachtet dessen wenig erfolgreiche Annäherungsversuche mit zunehmendem Missbehagen. Nelidowa geht daraufhin auf Hadschi Murat zu und behauptet, dass Saira in großer Gefahr sei. Doch dies ist nur ein aus der Eifersucht geborener Verzweiflungsakt: Saira will in Wahrheit ein unvermutetes Aufeinandertreffen zwischen dem Zaren und Hadschi Murat arrangieren, da der Kaiser Saira in ihrer Kammer zu besuchen gedenkt, um mit ihr die Nacht zu verbringen. Als es an Sairas Schlafzimmertür klopft, befindet sich Hadschi Murat bereits bei Saira. Nachdem der Zar die Tür geöffnet hat, nutzen der weiße Teufel und Saira das Überraschungsmoment zur Flucht. Nelidowa glaubt nun, den Zaren wieder ganz allein für sich zu haben. Währenddessen können der weiße Teufel und Saira aus dem Zarenumfeld entkommen.
Saira und Hadschi Murat heiraten bei nächster Gelegenheit. Zar Nikolai ist jedoch nicht bereit, sich von dem Kaukasier und dieser Tänzerin an der Nase herumführen zu lassen. Längst hat er seinen Oberbefehlshaber Fürst Woronzoff instruiert, dass er Hadschi Murat zu einem Angriff gegen Schamil und seine Leute nötigen solle, denn Saira ist erneut in die Hände der Russen geraten und wurde zum zaristischen Faustpfand gegenüber Hadschi Murat, um ihn zu diesem Loyalitätsakt gegenüber der Krone zu zwingen. Doch der weiße Teufel bleibt ganz patriotischer Kaukasier und weigert sich, den Angriff gegen sein Bergvolk zu starten. Schamil hat derweil beschlossen, Jussuf in den kommenden drei Tagen als Sühne für den unterstellten Verrat des Vaters zu töten. Einem Freund Hadschis gelingt es, Saira in der Osternacht, als sich die Russen gerade zur Prozession begeben haben, zu befreien. Auch ihr Mann kann der russischen Knute entfliehen, verfolgt von zaristischen Soldaten. Jetzt will er sich an die Spitze seiner eigenen Leute im Kampf gegen die russische Knechtschaft und Unterdrückung stellen.
Als Schamil gerade Murats Sohn bei lebendigem Leib in eine Felswand einmauern will, eilt seine Nichte Saira herbei und macht dem brutalen Anführer der Aufständischen klar, dass Hadschi zu keiner Zeit je Verrat geübt habe. Hadschi Murat, der weiße Teufel, wirft sich todesmutig ins Getümmel mit den Russen, um ihren Vormarsch gegen sein Heimatdorf aufzuhalten. Zuletzt sind nur noch drei seiner Kameraden an seiner Seite. Im Kampf trifft ihn eine feindliche Gewehrsalve, die ihn schwer verletzt. Im letzten Moment eilen Schamils Kämpfer herbei und retten den im Sterben Liegenden. Hadschi wird von seinen Leuten auf seinen Schimmel gehoben und schafft es noch zurück bis ins Heimatdorf. Dort stellt er dem wieder auf freiem Fuß befindlichen Jussuf seine neue Mutter Saira vor. Ehe der weiße Teufel stirbt, versöhnen sich Hadschi Murat und sein ewiger Widersacher Schamil.

## Produktionsnotizen
Der weiße Teufel entstand in der Übergangszeit vom Stumm- zum Tonfilm. Obwohl diese Produktion in einigen Szenen mit Toneinsprengseln (z. B. Gewehr- und Kanonenschüsse) und Musikeinlagen (Gesang des Donkosakenchors) arbeitet und vereinzelte Sprachfetzen aufweist, ist er doch weitgehend ein Stummfilm. Die Dreharbeiten begannen am 25. Mai 1929 und endeten am 10. August 1929. Die Außenaufnahmen entstanden an den südfranzösischen Alpen, und in der Schweiz, in Nizza, Grenoble sowie in Leningrad. In dieser Stadt, dem heutigen St. Petersburg, wurden die Aufnahmen der Großen Oper des Schlosses und der Osterprozession angefertigt.
Bei der ersten Zensurvorlage am 24. Januar 1930 war Der weiße Teufel 3017 Meter lang, verteilt auf zwölf Akte, und erhielt Jugendverbot. Die Zweitvorlage am 30. Januar 1930 maß zehn Akte bei einer Länge von 3195 Meter. Wieder wurde ein Jugendverbot ausgestellt. Eine jugendfreie Fassung mit einer Länge von nunmehr 2890 Meter, verteilt auf zehn Akte, passierte die Filmzensur am 17. Februar 1930 als Stummfilm. Die Uraufführung fand bereits zuvor, am 29. Januar 1930, in Berlins Ufa-Palast am Zoo statt.
Für die Tonfassung wurde das Prädikat „künstlerisch“ ausgestellt.
Die Produktionsleitung hatte Noé Bloch, die Liedtexte lieferte Fritz Rotter. Im Film erklingt unter anderem das Lied von Marc Roland Schlägt einst mein Herz… Die Filmbauten schufen Alexander Loschakoff und Wladimir Meinhardt, die Kostüme stammen aus der Hand von Boris Bilinski. Die wenigen Toneffekte wurden von Fritz Seidel und Walter Rühland, der hier sein Filmdebüt gab, verantwortet. Der spätere Hollywoodregisseur Anatole Litvak diente Wolkoff als Regieassistent und übernahm auch die Aufnahmeleitung. Es singt der Donkosakenchor unter der Leitung von Serge Jaroff. Mit Ausnahme von Rotter und den beiden Tontechnikern waren all die zuvor Genannten infolge der Oktoberrevolution in Westeuropa gestrandete Exilrussen.

## Zur Person Hadschi Murat
Der Moslem Hadschi Murat (Ende der 1790er Jahre – 1852) gehörte dem Volk der Awaren an und war während des Muridenkrieges (1827–1859) neben Imam Schamil ein zentraler Anführer im Widerstandskampf der nordkaukasischen Völker Dagestans und Tschetscheniens gegen die russischen Besatzer.

## Fremdsprachige Fassungen und Neuverfilmungen
Von Der weiße Teufel wurde auch eine französischsprachige Fassung unter dem Titel Le diable blanc und eine englische mit Namen The White Devil angefertigt.
1948 wurde derselbe Stoff in Italien als Il diavolo bianco und zehn Jahre darauf in italienisch-jugoslawischer Co-Produktion unter dem Titel Hadschi Murad – Unter der Knute des Zaren neuverfilmt.

## Kritiken
„Hadschi Murats private Schicksalsverflechtung wird in die historischen, hier in großartige Bilder gefaßten Geschehnisse der kaukasischen Kämpfe eingeschaltet: das Mädchen, das ihn liebt, wird von Kosaken gefangen und verschleppt. Er selbst gerät in Zwist mit dem Oberhaupt der Seinen, Schamil, und flieht mit wenigen Getreuen – um im Hauptquartier der Russen Asyl zu finden. Der weiße Teufel, der Schrecken der Feinde, der glühendste Patriot seines Volkes, muß sich ergeben. Tscherkessische Weisen, vom Donkosaken-Chor aufgenommen, wilde Volkstänze geben diesem Auftakt des Dramas eine stimmungsgesättigte akustische Kulisse. Eine Bombenrolle für Iwan Mosjukin. Ihm sitzt die Tscherkessen-Uniform unbeschreiblich am straffen Körper, und es ist ein vollendeter Genuß, wenn er sich auf seinem Schimmel reckt. Ein Volksheld, wie er im Buche steht. Er hat die Konturen! Im Spiel sind seinen Mitteln gewiß Grenzen gezogen: aber ein besserer, ein überzeugenderer Hadschi Murat wird in der Welt nicht zu finden sein. (…) Alexander Wolkoff hat … eine großartige Regiearbeit bewältigt. Er stand bei diesen Dimensionen des Films vor nicht alltäglichen Aufgaben und hat sie gelöst, hat der Schaulust gegeben, was des Auges ist, und in höchstem Maße das bewiesen, was man an ihm kennt: einen hervorragenden Geschmack, einen gliedernden Überblick und ein sicheres Stilgefühl. (…) Einen guten Instinkt hat er für das Atmosphärische, und namentlich die Hochgebirgslandschaft versteht er eindrucksvoll zur Wirkung zu bringen. Wohingegen die gestellten St. Petersburger Prospekte zum Teil spürbar nach Kulissen… Meisterhaft und über Ausstellungen erhaben ist die Photographie Curt Courants und Nikolai Torkopoffs. Nicht ungeschickt wurden tonfilmische Mittel für den Erfolg eingesetzt.“

Die Österreichische Film-Zeitung berichtete in ihrer Ausgabe vom 1. Februar 1930: „Die Bilder, die das Leben, die Bilder und die Kriegszüge der Kaukasier zeigen, gehören zu dem Sehenswertesten und Schönsten, was im Film bisher gezeigt wurde. Tausende von echten Tscherkessen bilden die Komparserie dieser Szenen.“
In Wiens Neue Freie Presse schrieb Fritz Frankl zwei Tage nach der Wiener Premiere in der Ausgabe vom 5. Februar 1930: „Wolkoff … gibt im ersten Teil eigentlich einen reinen Kriegsfilm … Der zweite Teil bringt große Aufmachungen … Man sieht den Glanz des Zarenhofes, die Pracht des Winterpalastes, eine Ballettaufführung in der Oper in Gegenwart des Kaiserhauses, schließlich eine Osterfeier, eine Symphonie herrlichster Bilder. Der Schluß spielt wieder im Kaukasus (…) Diese Schlußszenen sind eine Glanzleistung Iwan Mosjukins. (…) An Mosjukins starke Leistung, nicht nur im Darstellerischen, sondern auch in der Reitkunst, reiht sich würdig die von Fritz Alberti an, der Zar Nikolai I. weniger als harten Despoten sondern mehr als Lüstling mit charakteristischen Zügen ausstattet. Die schöne Lil Dagover spielt eine verführerische Hofdame, Betty Amann zeigt sehr graziös sowohl den Fackel- und Schwertertanz wie auch die Fußspitzentechnik der Petersburger Ballettschule. Größtes Lob verdienen neben dem Regisseur Wolkoff die Kameramänner Kurt Courant und Nikolai Toporkoff, die stimmungsvolle Landschaften und herrliche Interieurs geschaffen haben, die allein schon den Film sehenswert machen. Von den Tonuntermalungen sind am schönsten die Lieder der Donkosaken, deren tiefe Bässe und auffallend hohe Tenorstimmen tadellos zur Geltung kommen.“
Karlheinz Wendtland schrieb, der Film sei „absichtlich als stummer [Film] konzipiert“ worden, da man in diesem Medium noch einmal „eine Höchstleistung“ habe bieten wollen. Nach Fertigstellung habe man sich aber „mit einem stummen Film nicht mehr auf die Leinwand einer Großstadt wagen“ können. So habe „Schmidt-Gentner eine durchaus passende, großartige Musik“ dazu geschrieben, und Serge Jaroff mit seinen Donkosakten sei verpflichtet worden. Herausgekommen sei ein „durch und durch russischer Film“. „Regisseur Wolkoff und Hauptdarsteller Iwan Mosjukin (1889-1939) sowie fast alle Chargenspieler und Komparsen [seien] Russen“ gewesen. Der Filme „lebe“ im übrigen „von der ungebrochenen Schauspielkunst Mosjukins“. Weiter befand Wendtland, der Film sei „eine einzige Verherrlichung von Freiheitskampf und Heldentum, basierend auf einer Erzählung Leo Tolstois.Ob diese Huldigung in fast mystischer Verklärung der russischen Emigranten-Szene oder der Ufa zuzuschreiben ist, mag dahingestellt bleiben. Auf den damaligen Zuschauer machte alles einen tiefen Eindruck, es erschütterte ihn. Das galt auch für die Stummfilmfassung, die in der Provinz lief.“